# Chutrowyk Tyśmienica
Chutrowyk Tyśmienica (ukr. Футбольний клуб «Хутровик» Тисмениця, Futbolnyj Kłub "Chutrowyk" Tysmenycia) – ukraiński klub piłkarski z siedzibą w Tyśmienicy w obwodzie iwanofrankiwskim.
W latach 1993–1995 występował w ukraińskiej Przejściowej Lidze, a w 1995–1998 w rozgrywkach ukraińskiej Drugiej Ligi.

## Historia
Chronologia nazw:
- 1958—1996: Chutrowyk Tyśmienica (ukr. «Хутровик» Тисмениця)
- 1996—1998: FK Tyśmienica (ukr. ФК «Тисмениця»)
- 1998—...: Chutrowyk Tyśmienica (ukr. «Хутровик» Тисмениця)

Drużyna piłkarska Chutrowyk Tyśmienica została założona w 1958. Zespół występował w rozgrywkach Mistrzostw oraz Pucharu obwodu iwanofrankiwskiego.
W roku 1993 jako zwycięzca w swojej grupie Mistrzostw Ukrainy spośród zespołów amatorskich zdobył awans do rozgrywek na szczeblu profesjonalnym.
Klub otrzymał status profesjonalny i od sezonu 1993/94 występował w Przejściowej Lidze. W sezonie 1994/95 klub zajął 3. miejsce i zdobył awans do Drugiej Ligi.
Od sezonu 1995/96 występował w Drugiej Lidze (grupa A). W 1996 roku główny sponsor — miejscowe przedsiębiorstwo obróbek futer miał problemy finansowe i przestał finansować klub. Klub też zmienił nazwę na FK Tyśmienica. Wtedy przeżywał ciężką sytuację finansową i po sezonie 1997/98 zajął 17. miejsce, ale zrezygnował z dalszych rozgrywek. Klub został pozbawiony statusu profesjonalnego.
Jako drużyna amatorska ze starą nazwą Chutrowyk Tyśmienica nadal występuje w rozgrywkach Mistrzostw i Pucharu obwodu iwanofrankiwskiego.

## Sukcesy
- 3. miejsce w Drugiej Lidze:

1995/96, 1996/97
- Mistrz obwodu iwanofrankiwskiego:

1992

## Inne
- Prykarpattia Iwano-Frankiwsk
- Spartak Iwano-Frankiwsk